# Pylargosceles limbaria
Pylargosceles limbaria är en fjärilsart som beskrevs av Alfred Ernest Wileman 1915. Pylargosceles limbaria ingår i släktet Pylargosceles och familjen mätare. Inga underarter finns listade.